# Лозоватка (притока Кам'янки)
Лозова́тка — річка, у межах Кропивницького району Кіровоградської області, права притока Кам'янки (басейн Інгулу).
Річка бере початок у селі Новоандріївка. Тече спочатку на південний захід, у пригирловій частині — на південь. Впадає до Кам'янки на окраїнах Кам'янця.
Довжина річки 13 км. Річище звивисте, завширшки 3 м. Середній похил річки 3,9 м/км. Споруджено 9 ставків. Річку живлять струмки Кам'яний, Лозоватський, Криничеватий.
На річці розташовані села Новоандріївка, Бережинка